# Essey-lès-Nancy
Essey-lès-Nancy és un municipi francès situat al departament de Meurthe i Mosel·la i a la regió del Gran Est. L'any 2007 tenia 7.527 habitants.

## Demografia

### Població
El 2007 la població de fet d'Essey-lès-Nancy era de 7.527 persones. Hi havia 3.196 famílies, de les quals 1.140 eren unipersonals (374 homes vivint sols i 766 dones vivint soles), 878 parelles sense fills, 805 parelles amb fills i 373 famílies monoparentals amb fills.
La població ha evolucionat segons el següent gràfic:
Habitants censats

### Habitatges
El 2007 hi havia 3.415 habitatges, 3.238 eren l'habitatge principal de la família, 10 eren segones residències i 166 estaven desocupats. 1.551 eren cases i 1.844 eren apartaments. Dels 3.238 habitatges principals, 1.804 estaven ocupats pels seus propietaris, 1.387 estaven llogats i ocupats pels llogaters i 47 estaven cedits a títol gratuït; 80 tenien una cambra, 282 en tenien dues, 769 en tenien tres, 973 en tenien quatre i 1.134 en tenien cinc o més. 1.998 habitatges disposaven pel capbaix d'una plaça de pàrquing. A 1.765 habitatges hi havia un automòbil i a 855 n'hi havia dos o més.

### Piràmide de població
La piràmide de població per edats i sexe el 2009 era:
| Homes | Edats   | Dones |
| ----- | ------- | ----- |
| 8     | 95 o +  | 20    |
| 16    | 90 a 94 | 52    |
| 24    | 85 a 89 | 52    |
| 36    | 80 a 84 | 72    |
| 108   | 75 a 79 | 180   |
| 176   | 70 a 74 | 204   |
| 144   | 65 a 69 | 220   |
| 188   | 60 a 64 | 200   |
| 172   | 55 a 59 | 148   |
| 268   | 50 a 54 | 252   |
| 340   | 45 a 49 | 304   |
| 272   | 40 a 44 | 312   |
| 224   | 35 a 39 | 248   |
| 221   | 30 a 34 | 240   |
| 188   | 25 a 29 | 248   |
| 252   | 20 a 24 | 216   |
| 229   | 15 a 19 | 204   |
| 256   | 10 a 14 | 236   |
| 180   | 5 a 9   | 240   |
| 160   | 0 a 4   | 156   |

## Economia
El 2007 la població en edat de treballar era de 4.845 persones, 3.441 eren actives i 1.404 eren inactives. De les 3.441 persones actives 3.092 estaven ocupades (1.620 homes i 1.472 dones) i 350 estaven aturades (158 homes i 192 dones). De les 1.404 persones inactives 432 estaven jubilades, 566 estaven estudiant i 406 estaven classificades com a «altres inactius».

### Ingressos
El 2009 a Essey-lès-Nancy hi havia 3.618 unitats fiscals que integraven 7.879,5 persones, la mediana anual d'ingressos fiscals per persona era de 18.990 €.

### Activitats econòmiques
Dels 489 establiments que hi havia el 2007, 1 era d'una empresa extractiva, 11 d'empreses alimentàries, 13 d'empreses de fabricació d'altres productes industrials, 43 d'empreses de construcció, 151 d'empreses de comerç i reparació d'automòbils, 12 d'empreses de transport, 23 d'empreses d'hostatgeria i restauració, 6 d'empreses d'informació i comunicació, 22 d'empreses financeres, 19 d'empreses immobiliàries, 48 d'empreses de serveis, 109 d'entitats de l'administració pública i 31 d'empreses classificades com a «altres activitats de serveis».
Dels 107 establiments de servei als particulars que hi havia el 2009, 1 era una oficina d'administració d'Hisenda pública, 1 oficina de correu, 8 oficines bancàries, 2 funeràries, 16 tallers de reparació d'automòbils i de material agrícola, 2 tallers d'inspecció tècnica de vehicles, 3 paletes, 8 guixaires pintors, 4 fusteries, 7 lampisteries, 4 electricistes, 4 empreses de construcció, 10 perruqueries, 5 veterinaris, 17 restaurants, 8 agències immobiliàries, 4 tintoreries i 3 salons de bellesa.
Dels 67 establiments comercials que hi havia el 2009, 1 era, 4 supermercats, 7 grans superfícies de material de bricolatge, 1 una gran superfície de material de bricolatge, 1 una botiga de més de 120 m², 8 fleques, 2 carnisseries, 2 botigues de congelats, 1 una botiga de congelats, 1 una peixateria, 7 botigues de roba, 5 botigues d'equipament de la llar, 3 sabateries, 2 botigues d'electrodomèstics, 7 botigues de mobles, 3 botigues de material esportiu, 3 botigues de material de revestiment de parets i terra, 1 una botiga de material de revestiment de parets i terra, 1 un drogueria, 2 joieries i 5 floristeries.

## Equipaments sanitaris i escolars
El 2009 hi havia 1 hospital de tractaments de curta durada, 1 hospital de tractaments de mitja durada (seguiment i rehabilitació, 3 farmàcies i 1 ambulància.
El 2009 hi havia 3 escoles maternals i 2 escoles elementals. Essey-lès-Nancy disposava d'un col·legi d'educació secundària amb 463 alumnes.

## Poblacions més properes
El següent diagrama mostra les poblacions més properes.